# Religion auf Kuba

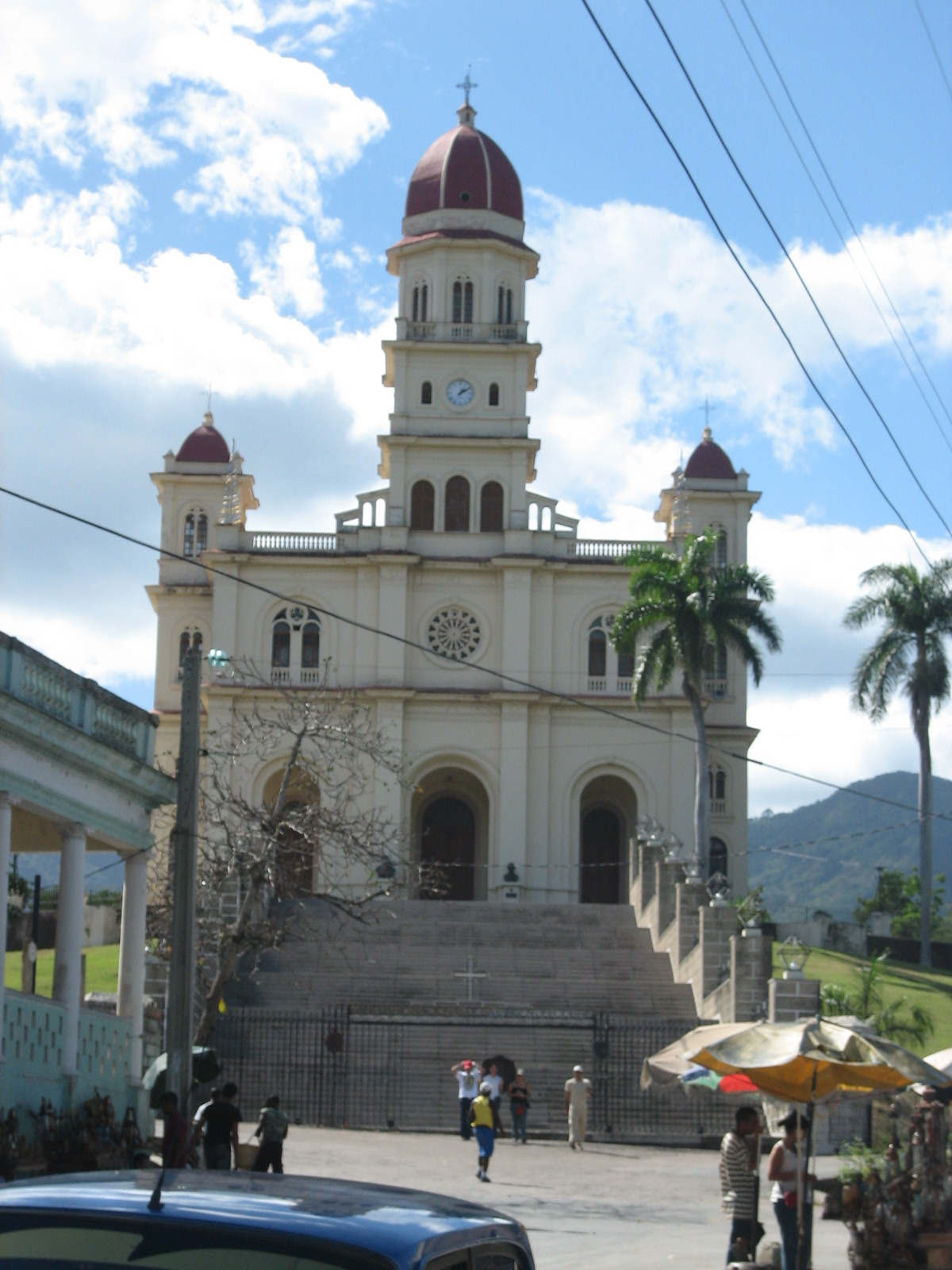
Basilika von El Cobre

Die auf Kuba vorherrschenden Religionen sind afrokubanische Kulte – vor allem die synkretistische Santería – sowie das Christentum der römisch-katholischen Kirche und zahlreicher protestantischer Bekenntnisse. Nachdem Religion lange als unvereinbar mit dem 1961 von Revolutionsführer Fidel Castro zur Staatsideologie erklärten Marxismus-Leninismus betrachtet wurde, ist seit 1992 die Religionsfreiheit in der kubanischen Verfassung verankert.

## Geschichte
Vor der Erschließung Kubas durch Europäer glich die Mythologie der kubanischen Taíno stark der Mythologie der übrigen Karibik, insbesondere der Maya. Die oberste Gottheit der polytheistischen Taíno ist der Gott Yucahu. Weitere von den Taíno verehrte Gottheiten sind Huracán, der Gott des Sturmes und Baibrama, der Gott der Fruchtbarkeit.
Mit der Eroberung Kubas durch die Spanier hielten christliche, insbesondere katholische Vorstellungen Einzug in die Mythenwelt Kubas. Ab dem 16. Jahrhundert wurden in Havanna Priester ausgebildet. Der klerikale Stand hatte schnell eine hohe Autorität. Während der Unabhängigkeitskriege stand die katholische Kirche fest auf Seiten der Kolonialmacht Spanien und beschränkte sich später in der Republik in der Wirkung hauptsächlich auf die städtische Mittel- und Oberschicht. Nur eine Minderheit der Geistlichen waren vor der Revolution Kubaner.
Als synkretistische Religion bildete sich mit der Katholisierung Kubas und der Einfuhr von Sklaven die Santería heraus. Den jeweiligen Gottheiten der aus Afrika importierten, aber von der spanisch-katholischen Herrschaft als heidnisch verbotenen Religion der Yoruba („Orishas“) wurden dabei Heilige aus der katholischen Tradition zugeordnet, deren offene Verehrung durch die Sklaven geduldet war. Da die Santería keinen Absolutheitsanspruch stellt und von einer Einheit der katholischen Heiligen mit ihren Göttern ausgeht, besucht ein Teil ihrer Anhänger auch katholische Gottesdienste und ist christlich getauft. Die katholische Kirche lehnt die Santeria und die damit verbundenen Praktiken hingegen gänzlich ab.
Protestantische Kirchen entstanden vor allem durch den Einfluss von Missionaren, die seit der US-amerikanischen Besatzung Kubas 1898–1902 nach Kuba kamen. Bis zur Revolution 1959 waren sie vor allem unter der schwarzen Landbevölkerung bereits stark verankert. Im Gegensatz zur römisch-katholischen Kirche standen die führenden Vertreter der protestantischen Kirchen nie in politischer Opposition zur Revolutionsführung.
Obwohl die kubanische Gesellschaft bereits vor der Revolution eine der säkularsten Gesellschaften Lateinamerikas war, war sie grundsätzlich christlich orientiert, was zu einer auch religiös begründeten ablehnenden Reaktion auf die Revolution beitrug, als sie einen prokommunistischen Charakter annahm. Am Katholikentag im November 1959 in Havanna nahm eine Million Kubaner teil, während die Veranstaltung in vorangegangenen Jahren jeweils nur rund 10.000 Menschen angezogen hatte.

## Gegenwart
Obwohl die Religionsfreiheit Verfassungsrang besitzt, unterliegen die Religionsgemeinschaften vielfältigen Formen staatlicher Kontrolle. Sie dürfen sich nur nach abgeschlossener Anmeldung im Gesellschaftsregister des Justizministeriums legal betätigen, wobei weder ein Recht auf Registrierung besteht noch die angelegten Kriterien öffentlich sind. Die Nutzung von Gebäuden, Fahrzeugen und Bankkonten, oder der Empfang von Besuchen, Druckerzeugnissen und Spenden von Partnergemeinden aus dem Ausland und viele weitere Aktivitäten sind jeweils genehmigungspflichtig, wodurch die Regierung Wohlverhalten belohnen und Kritik sanktionieren kann. Die Koordination der Beziehungen zwischen Religionsgemeinschaften und Staat liegt in der Verantwortung des 1985 eingerichteten Büros für Religiöse Angelegenheiten beim Zentralkomitee der Kommunistischen Partei Kubas.
Die internationale Menschenrechtsorganisation Human Rights Watch bezeichnete die staatliche Behinderung der Religionsfreiheit in ihrem Jahresbericht 2014 trotz der wachsenden Rolle der Katholischen Kirche für die Zivilgesellschaft als „weiterhin substanziell“.
Über die gegenwärtige Verbreitung von Religionen innerhalb Kubas gibt es weit voneinander abweichende Zahlen. Während eine Statistik von bis zu 39 % Katholiken spricht, gehen andere Schätzungen davon aus, dass nur 15 % der Kubaner überhaupt fest einer Konfession zuzuordnen sind. Kirchlichen Angaben zufolge sind 4,7 Millionen der 11 Millionen Einwohner Kubas getauft. Nur 150.000 Kubaner besuchen mehr oder weniger regelmäßig einen katholischen Gottesdienst. Seit der Revolution im Jahr 1959 stieg der Anteil der protestantischen Gläubigen auf heute zwischen fünf und zehn Prozent. Weitere religiöse Minderheiten sind die Juden, von denen, Stand 2020, auf der Insel etwa 500 leben sowie die rund 3500 Muslime. Seit Ende der 1970er Jahre gibt es auf Kuba Anhänger der Rastafari-Bewegung.
In Kuba gibt es gegenwärtig zwei gesetzliche religiöse Feiertage pro Jahr: Den Weihnachtsfeiertag am 25. Dezember sowie den Karfreitag. Ihre Wiedereinführung durch die Revolutionsführung, die sie zunächst abgeschafft hatte, erfolgte jeweils aus Anlass der Papstbesuche 1998 und 2012.